# Iszaka Mito
Iszaka Mito (井坂 美都; Hepburn: Isaka Mito) (Szaitama prefektúra, 1976. január 25. –) japán válogatott labdarúgó.

## Klub
A labdarúgást az Urawa Reds csapatában kezdte. 1995-ben az Iga FC Kunoichi csapatához szerződött. 1999-ben a liga legértékesebb játékosának választották.

## Nemzeti válogatott
1997-ben debütált a japán válogatottban. A japán válogatott tagjaként részt vett az 1999-es világbajnokságon. A japán válogatottban 46 mérkőzést játszott.

## Statisztika
| Japán válogatott | Japán válogatott | Japán válogatott |
| Időszak          | Mérk.            | gól              |
| ---------------- | ---------------- | ---------------- |
| 1997             | 1                | 0                |
| 1998             | 6                | 3                |
| 1999             | 14               | 5                |
| 2000             | 5                | 0                |
| 2001             | 11               | 7                |
| 2002             | 9                | 0                |
| Összesen         | 46               | 15               |

## Sikerei, díjai
Japán válogatott
- Ázsia-kupa:  Ezüst; 2001

Klub
- Japán bajnokság: 1999

Egyéni
- Az év Japán csapatában: 1999, 2000, 2003